# Raúl Magaña
Raúl Alfredo Magaña Monzón (ur. 24 lutego 1940 w Santa Ana, zm. 30 września 2009 w San Salvador) – salwadorski piłkarz i trener, reprezentant kraju grający na pozycji pomocnika. Grał na MŚ 1970, trenował także reprezentację.

## Kariera klubowa
Przygodę z futbolem Raúl Magaña rozpoczynał w 1957 roku w klubie FAS Santa Ana. Z FAS trzykrotnie zdobył Mistrzostwo Salwadoru w 1958 oraz dwukrotnie w 1962 roku. W 1963 roku wyjechał do Gwatemali, gdzie grał w Tipografíi Nacional, CSD Municipal i Universidad de San Carlos.
W 1966 roku powrócił do Salwadoru do Alianzy San Salvador. Z Alianzą zdobył dwukrotnie Mistrzostwo Salwadoru w 1966 i 1967 oraz Puchar Mistrzów CONCACAF 1967. W 1968 roku przeszedł do kanadyjskiego Toronto Falcons. Po powrocie do Salwadoru przez dwa lata był zawodnikiem Atletico Marte San Salvador, z którym zdobył dwukrotnie mistrzostwo Salwaodru w 1969 i 1970 roku. W 1970 roku przeszedł do FAS Santa Ana. W 1963 roku przeszedł do Universidad de El Salvador. W 1975 roku zakończył karierę piłkarską w klubie Once Municipal.

## Kariera reprezentacyjna
Karierę reprezentacyjną rozpoczął w 1961 roku. Został powołany na MŚ 1970. Wystąpił w 3 spotkaniach, z Związkiem Radzieckim, z Meksykiem i Belgią.

## Kariera trenerska
Po zakończeniu kariery Raúl Magaña został trenerem. Czterokrotnie prowadził reprezentację Salwadoru w latach 1976, 1979, 1984 oraz 1987. W 1980 roku trenował Alianzę San Salvador. W latach osiemdziesiątych i dziewięćdziesiątych prowadził C.D. Luis Angel Firpo, Platense Municipal Zacatecoluca, C.D. Chalatenango i C.D. Juventud Olímpica Metalio. Ostatnim klubem w jego karierze było Atlético Marte San Salvador, które trenował w latach 2004–2008.